# Парусные фрегаты типа Lively
Тип парусных фрегатов Lively — шестнадцать фрегатов пятого ранга, созданных для Королевского флота Уильямом Рулом,  который служил на Королевском флоте в период Наполеоновских войн. Тип получил своё название в честь первого корабля этого типа HMS Lively (1804) . Это был один из наиболее успешных британских проектов фрегатов периода наполеоновских войн, они высоко ценились на Королевском флоте; после того, как прототип был спущен на воду в 1804 году (к этому времени были заказаны ещё четыре фрегата этого типа), были заказаны ещё одиннадцать кораблей, хотя проект несколько раз был изменен - в 1805, 1809 и в 1810 годах .
Военно-морской флот США заказал фрегат по образцу захваченного HMS Macedonian в 1832 году, который был спущен на воду в 1836 году как USS Macedonian .

## Характеристики
Отчеты капитанов о использовании судов этого типа отличались отсутствием серьёзной критики. Корабли этого типа обладали 
хорошим ходом (13 узлов при попутном ветре, 10-11 узлов в бейдевинд), способностью ходить круто к ветру и маневренностью. Они сохраняли превосходные мореходные качества даже в штормовую погоду и прекрасно преодолевали встречное волнение. Обладали большой вместимостью, могли взять на борт запас продовольствия и пресной воды на срок до шести месяцев круиза. Причем когда значительная часть пресной воды и провизии была израсходована, это плохо влияло на их мореходные качества, так что большинство капитанов увеличивало балласт, заполняя пустые ёмкости для воды морской водой .

## Корабли
- HMS Lively

Строитель: королевская верфь, Вулвич

Заказан: 15 октября 1799 года

Заложен: ноябрь 1801 года

Спущён на воду: 23 июля 1804 года

Закончен: 27 августа 1804 года

Выведен: разобран, 1811 год

- HMS Resistance

Строитель: Чарльз Росс, Рочестер

Заказан: 7 ноября 1803 года

Заложен: апрель 1804 года

Спущён на воду: 27 июня 1805 года

Закончен: 26 сентября 1805 года в Портсмуте

Выведен: разобран, апрель 1858 года

- HMS Apollo

Строитель: Джордж Парсонс, Бурследон

Заказан: 7 ноября 1803 года

Заложен: март 1804 года

Спущён на воду: 10 августа 1805 года

Закончен: 19 октября 1805 года в Чатеме

Выведен: разобран, октябрь 1856 года

- HMS Hussar

Строитель: Бальтазар и Эдвард Адамс, Баклерхард

Заказан: 7 ноября 1803 года

Заложен: март 1806 года

Спущён на воду: 23 апреля 1807 года

Закончен: 27 июня 1807 года в Портсмуте

Выведен: сгорел в 1861 году в Шубаринесс

- HMS Undaunted

Строитель: королевская верфь в Вулвиче

Заказан: 7 ноября 1803 года

Заложен: апрель 1806 года

Спущён на воду: 17 октября 1807 года

Закончен: 2 декабря 1807 года

Выведен: разобран, декабрь 1860 года

- HMS Statira

Строитель: Роберт Гийом, Саутгемптон

Заказан: 4 июня 1805 года

Заложен: декабрь 1805 года

Спущён на воду: 7 июля 1807 года

Закончен: 26 августа 1807 года в Портсмуте

Выведен: разбился у берегов Кубы 26 февраля 1815 года

- HMS Horatio

Строитель: Джордж Парсонс, Бурследон

Заказан: 15 июня 1805 года

Заложен: июль 1805 года

Спущён на воду: 23 апреля 1807 года

Закончен: 4 августа 1807 года в Портсмуте

Выведен: продан на слом в 1861 году

- HMS Spartan

Строитель: Чарльз Росс, Рочестер

Заказан: 24 августа 1805 года

Заложен: октябрь 1805 года

Спущён на воду: 16 августа 1806 года

Закончен: 6 октября 1806 года в Чатеме

Выведен: разобран, апрель 1822 года

- HMS Menelaus

Строитель: королевская верфь в Плимуте

Заказан: 28 сентября 1808 года

Заложен: ноябрь 1808 года

Спущён на воду: 17 апреля 1810 года

Закончен: 21 июня 1810 года в Плимуте

Выведен: продан на слом 10 мая 1897 года

- HMS Nisus

Строитель: королевская верфь в Плимуте

Заказан: 28 сентября 1808 года

Заложен: декабрь 1808 года

Спущён на воду: 3 апреля 1810 года

Закончен: 15 июня 1810 года в Плимуте

Выведен: разобран, сентябрь 1822 года

- HMS Macedonian

Строитель: королевская верфь в Вулвиче

Заказан: 28 сентября 1808 года

Заложен: май 1809 года

Спущён на воду: 2 июня 1810 года

Закончен: 6 июля 1810 года в Чатеме

Выведен: захвачен США 25 октября 1812 года; разобран в 1834 году

- HMS Crescent

Строитель: королевская верфь в Плимуте

Заказан: 28 сентября 1808 года

Заложен: сентябрь 1809 года

Спущён на воду: 11 декабря 1810 года

Закончен: 2 февраля 1811 года

Выведен: продан на слом в 1854 году

- HMS Bacchante

Строитель: королевская верфь в Дептфорде

Заказан: 12 июня 1809 года

Заложен: июль 1810 года

Спущён на воду: 16 марта 1811 года

Закончен: 25 января 1812 года

Выведен: разобран, 1858 год

- HMS Nymphe

Строитель: Джордж Парсонс

Заказан: 14 декабря 1810 года

Заложен: январь 1811 года как HMS Nereide (переименован в этом же году)

Спущён на воду: 13 апреля 1812 года

Закончен: 22 июня 1812 года в Портсмуте

Выведен: разобран, 1875 год

- HMS Sirius

Строитель: Ричард Блейк и Джон Тайсон, Бурследон

Заказан: 14 декабря 1810 года

Заложен: сентябрь 1811 года

Спущён на воду: 11 сентября 1813 года

Закончен: 29 сентября 1815 года в Портсмуте

Выведен: разобран, 1862 год

- HMS Laurel

Строитель: Джон Парсонс и Джон Руби

Заказан: 21 марта 1812 года

Заложен: июль 1812 года

Спущён на воду: 31 мая 1813 года

Закончен: 13 сентября 1813 года в Портсмуте

Выведен: продан на слом в 1885 году 